# 大阪市電天王寺車庫
大阪市電天王寺車庫（おおさかしでん てんのうじしゃこ）は、かつて大阪府大阪市浪速区霞町2丁目（現在の同区恵美須東3丁目）にあった大阪市電の車庫。

## 概要
1912年（明治45年）5月に着工し、同年（大正元年）11月に、当時の大阪市南区南霞町（現在地）に開設された。
建屋は6棟から構成され、単車にして210両収容可能であった。さらに、1915年（大正4年）に1棟を増築し、1920年（大正9年）には九条車庫から2棟が移築され、340両収容可能となった。
天王寺車庫が受け持つ運転系統は重要な路線であったため、1919年（大正8年）頃の4車庫時代には、九条車庫、梅田車庫、上本町車庫が四輪車ばかりであったのに対して、当時の精鋭であった501形や601型が配置されていた。さらに、大阪市電で戦後最初に新造された1711型が配属され、さらに準PCCカーともいうべき3001型も50両中30両が配属されるなど、最後まで大阪市電の花形車庫であった。
1967年（昭和42年）1月16日に廃止され、跡地は大阪市交通局の施設や大阪市営バスの操車場に転用された後、1997年（平成9年）7月18日に、大型遊具や娯楽施設と商業施設を合体させた都市型立体遊園地「フェスティバルゲート」が開業した。
正式名称は「天王寺車庫」だが「霞町車庫」と呼ばれることも多かった。天王寺公園には近接するものの、一般的に「天王寺」が指す四天王寺や天王寺駅からは相当離れており、所在地は旧 東成郡天王寺村ではなく西成郡今宮村の一部であるため、1925年（大正14年）の南区分区の際にも、天王寺区ではなく浪速区に含まれた。